# XHamster
XHamster je brezplačna pornografska spletna stran z video vsebino. Sedež ima v Houstonu, Texas, ZDA. Od  Novembra 2015 je med top 100 stranmi na svetu.